# Nibe Bredning
Nibe Bredning är en vik i Danmark. Den ligger i Region Nordjylland, i den norra delen av landet norr om Nibe och är en del av Limfjorden.